# 莫羅 (緬因州)
莫羅種植園（英語：Moro Plantation）是位於美國緬因州阿魯斯圖克縣的一個種植園。

## 人口
根據2020年美國人口普查的數據，莫羅種植園的面積為94.60平方千米，當中陸地面積為91.80平方千米，而水域面積為2.80平方千米。當地共有人口44人，而人口密度為每平方千米0人。